# Phloiotrya concolor
Phloiotrya concolor is een keversoort uit de familie zwamspartelkevers (Melandryidae). De wetenschappelijke naam van de soort werd in 1866 gepubliceerd door John Lawrence LeConte.